# ARA Entre Ríos (1896)
El destroyer o torpedero Entre Ríos fue un rápido buque a vapor que sirvió en la Armada Argentina a fines del siglo XIX y comienzos del XIX.

## Historia
El 12 de junio de 1895 el gobierno de la República Argentina resolvió la construcción de cuatro destroyers. El 14 de octubre de 1895 se firmó en Londres un contrato entre el Gobierno argentino y el Astillero Yarrow&Co., de Poplar, Inglaterra, para la construcción de cuatro destroyers clase HMS Havock a £ 37.000 cada uno. Las 4 unidades gemelas llevarían los nombres Corrientes, Misiones, Entre Ríos y Santa Fe.
Con una eslora de 58 m, manga de 5,85, puntal de 3,66 y un calado medio de 2,51 m, tenía un desplazamiento de 204 t. Montaba un cañón Maxim Nordenfeldt de 75 mm, 3 de 57 mm y 2 de 37 mm, todos de tiro rápido y llevaba 3 tubos lanzatorpedos para torpedos Whitehead de 5 m de largo y 0.45 de diámetro mm, subacuáticos. Los Whitehead, "automáticos", habían reemplazado a los viejos torpedos de botalón MacEvoy y eran impulsados por aire comprimido y llevaban una carga de algodón pólvora.
Su característica principal era la extraordinaria velocidad que podía alcanzar: dos máquinas verticales a vapor de triple expansión de 3523 HP que impulsaban dos hélices le permitían alcanzar una velocidad máxima de 26 nudos. Sus carboneras de 80 t de capacidad le daban un alcance de 2.000 millas a velocidad crucero.
El HMS Havock, primer destroyer/torpedera, botado en Yarrow en 1893, había logrado el récord mundial de velocidad en el agua en ese entonces, 26.78 nudos, lo que le valió el encargo de 36 unidades por el gobierno británico. Incluso, llevó a que el lanzatorpedos de proa fuera anulado, ya que a máxima velocidad el buque pasaba por arriba al torpedo.
Fue botado el 11 de julio de 1896 y llegó al país el 11 de diciembre de ese año con tripulación del astillero británico al mando del capitán Tomás Perrin. En Río Santiago se sumó al flamante Grupo de Destroyers de la Escuadrilla de Torpederos con apostadero en La Plata (Buenos Aires).
Hasta 1901 actuó en la mencionada unidad. Ese año viajó al mando del teniente de fragata Augusto Sarmiento a Paraná (Entre Ríos) donde recibió su pabellón de guerra, obsequiado por el pueblo de la provincia de Entre Ríos.
En 1902 al mando del teniente de fragata Enrique Moreno fue asignado a la 2° División de Defensa del Río de la Plata durante las grandes maniobras de ese año. Durante los siguientes dos años integró la Escuadrilla de Torpederos al mando sucesivo del teniente de navío Francisco Borges y del teniente de fragata Santiago Duran. En agosto de 1904 fue enviado al río Paraguay a resultas de la revolución en Paraguay, dando asilo político a ciudadanos del vecino país.
Tras un viaje a Ushuaia en 1905 se mantuvo en situación de desarme hasta 1907 al mando del teniente de navío Eduardo Méndez, cuando se reintegró a las maniobras de la División de Torpederos. En 1910 al mando del teniente de navío Page intervino de los festejos del Centenario de la Revolución de Mayo integrando la 2° Escuadrilla de la Flotilla de Torpederos, para pasar luego a desarme.
Al mando del teniente de navío Andrés Laprade, en 1911 participó de las maniobras de la Escuadrilla de Destroyers pero volvió a situación de desarme hasta agosto de 1912 en que comandado por el teniente de fragata Alberto Paliza Mugica volvió a participar de las maniobras de la Escuadrilla de Torpederos. 
En 1913 integró al mando del teniente de navío Pascual Brebbia la Escuadrilla de Destroyers con asiento en Río Santiago y sirvió de buque de adiestramiento de las Escuelas de Timoneles y Foguistas. En 1914 sirvió al mando del teniente de fragata Carlos Rufino como buque de instrucción para la Escuadra de Mar y en julio pasó nuevamente a desarme. En 1915 fue nuevamente alistado sirviendo al mando del alférez de fragata Juan Chungaren como buque de entrenamiento para el personal de acorazados.
Al mando sucesivo de los tenientes de fragata Ismael Zurueta y Luis Cartazzo y del teniente de navío Daniel Capanegra, durante 1916 y 1917 integró el Grupo de Destructores de la Escuadra de Mar, permaneciendo luego en desarme hasta diciembre de 1920, cuando se sumó a las maniobras del 2° Grupo de la Escuadrilla de Destructores, manteniéndose en dicha agrupación hasta fines de 1921, cuando pasó a la Comandancia de Torpedos.
En 1922 permaneció en desarme al mando del teniente de navío Ángel Rodríguez y fue reclasificado como Torpedero y finalmente como "Transporte de ríos". Consecuentemente, el siguiente año pasó a depender de la Intendencia de la Armada operando como transporte al mando del teniente de navío Jorge Reynafé aunque manteniendo su armamento.
En 1924, al mando del teniente de navío José Castrillón, volvió a ser afectado al Grupo de Torpederos pero en 1925 pasó al Comando del Arsenal de la Base Naval Río Santiago en situación de medio desarme y afectado a misiones de patrullaje y transporte. 
El 23 de octubre de 1930 fue radiado del servicio activo y se autorizó su venta, siendo adquirido en subasta por la firma Agustín Porzio en m$n 8.400 y seguidamente desguazado.